# Procambarus viaeviridis
Procambarus viaeviridis är en kräftdjursart som först beskrevs av Faxon 1914.  Procambarus viaeviridis ingår i släktet Procambarus och familjen Cambaridae. IUCN kategoriserar arten globalt som livskraftig. Inga underarter finns listade i Catalogue of Life.